# Chancho Cero: Trabajos de Verano
Trabajos de Verano es el quinto episodio del cómic Chancho Cero. La trama narra un viaje al sur hecho por los estudiantes de lobotomía para "ayudar" a los pobres.

## Personajes episódicos
- El Alumno Lelo (o simplemente Lelo): típico estudiante brillante (conocido como mateo en Chile) que llegó a la carrera y se frustra ante la desidia de los restantes alumnos y la mala gestión académica.

## Apariciones estelares
- Jorge González: cobra derechos por el título del segundo capítulo
- Paul Schaeffer: captura a los protagonistas haciéndose pasar por una simpática anciana llamada "Doña Pola"
- Karl Marx y Adam Smith: se mencionan sus sueños económicos
- Joaquín Lavín y Ricardo Lagos: se impresionan al ver el cambio y la igualdad gracias a la ayuda de sus amigos
- Willy Sabor: se presenta como una aberración genética, la cual Paul Schaeffer utiliza para atacarlos
- Osama bin Laden: el Chancho lo trauma en su infancia al destruir su castillo de arena

#### Celebridades que han fingido su muerte y que planean la destrucción mundial
- Mussolini
- Hitler
- Jacques Cousteau
- Elefanta Fresia
- Canal 13
- Almirante Merino
- James Dean
- José María Navasal
- El asesino de Marilyn Monroe
- Primer Epidemia
- Compadre Chris
- Monga
- Conejito T.V.

- Datos: Q5764453